# Xuyên Mộc (huyện)
Xuyên Mộc là một huyện ven biển cũ nằm ở phía đông bắc tỉnh Bà Rịa – Vũng Tàu, vùng Đông Nam Bộ, Việt Nam.

## Địa lý
Huyện Xuyên Mộc có vị trí địa lý:
- Phía đông giáp huyện Hàm Tân, tỉnh Bình Thuận
- Phía tây giáp huyện Châu Đức và huyện Long Đất
- Phía nam giáp Biển Đông
- Phía bắc giáp huyện Cẩm Mỹ và huyện Xuân Lộc, tỉnh Đồng Nai.

Hiện nay, Xuyên Mộc là huyện có diện tích lớn nhất tỉnh Bà Rịa – Vũng Tàu, với tổng diện tích khoảng 642,18 km².
Dân số toàn huyện cuối năm 2002 khoảng 128 ngàn người, 130.200 người (2003), đến năm 2011 là 162.356 người. Tỷ lệ tăng dân số tự nhiên khoảng 1,6%/năm.

## Hành chính
Huyện Xuyên Mộc có 13 đơn vị hành chính cấp xã trực thuộc, bao gồm thị trấn Phước Bửu (huyện lỵ) và 12 xã: Bàu Lâm, Bình Châu, Bông Trang, Bưng Riềng, Hòa Bình, Hòa Hiệp, Hòa Hội, Hòa Hưng, Phước Tân, Tân Lâm, Phước Thuận, Xuyên Mộc.
Thị trấn Phước Bửu là trung tâm văn hóa, chính trị, xã hội của huyện.

## Lịch sử
Dưới thời Việt Nam Cộng hòa, huyện Xuyên Mộc lúc bấy giờ là quận Xuyên Mộc thuộc tỉnh Phước Tuy, quận lỵ tại xã Xuyên Mộc.
Tháng 2 năm 1976, huyện Xuyên Mộc thuộc tỉnh Đồng Nai, gồm 11 xã: Bàu Lâm, Bình Châu, Bông Trang, Bưng Riềng, Hòa Bình, Hòa Hiệp, Hòa Hội, Hòa Hưng, Phước Bửu, Tân Lập và Xuyên Mộc.
Ngày 1 tháng 3 năm 1980, chuyển xã Tân Lập về huyện Châu Thành quản lý, nhưng đến năm 1982 lại chuyển về huyện Xuân Lộc quản lý (nay là 2 xã: Sông Ray và Lâm San thuộc huyện Cẩm Mỹ, tỉnh Đồng Nai).
Huyện Xuyên Mộc có 10 xã: Bàu Lâm, Bình Châu, Bông Trang, Bưng Riềng, Hòa Bình, Hòa Hiệp, Hòa Hội, Hòa Hưng, Phước Bửu và Xuyên Mộc.
Ngày 17 tháng 1 năm 1984, chia xã Phước Bửu thành 2 xã: Phước Bửu và Phước Tân.
Ngày 12 tháng 8 năm 1991, huyện Xuyên Mộc thuộc tỉnh Bà Rịa – Vũng Tàu mới thành lập.
Ngày 30 tháng 10 năm 1995, chia xã Phước Bửu thành thị trấn Phước Bửu (thị trấn huyện lỵ huyện Xuyên Mộc) và xã Phước Thuận.
Ngày 22 tháng 10 năm 2002, chia xã Bàu Lâm thành 2 xã: Bàu Lâm và Tân Lâm.
Huyện Xuyên Mộc có 1 thị trấn và 12 xã như hiện nay.

## Kinh tế

### Nông nghiệp
Với 80,7% diện tích đất nông, lâm nghiệp trong đó diện đất tốt và trung bình chiếm 61,5% nên Xuyên Mộc có thế mạnh trong việc phát triển các loại cây công nghiệp, cây ăn quả, đặc biệt là cây dài ngày như: cao su, nhăn, cà phê, tiêu.
Diện tích đất lâm nghiệp của Xuyên Mộc khoảng 14.757 ha, chiếm khoảng 42% tổng diện tích đất có rừng toàn tỉnh. Khu bảo tồn thiên nhiên Bình Châu Phước Bửu với diện tích 11.290 ha là khu rừng nguyên sinh có giá trị lớn mà thiên nhiên ban tặng cho Bà Rịa – Vũng Tàu. Hội tụ tại đây là những động vật, thực vật quý và hiếm của cả khu vực Đông Nam bộ.
Diện tích trồng cây dài ngày và ngắn ngày của Xuyên Mộc xếp thứ hai toàn tỉnh, chỉ sau Châu Đức, trong đó tiêu khoảng 1.310 ha; cà phê 2583 ha; điều 1.815 ha; cao su 9.180 ha; nhăn 2.786 ha,... Diện tích cây ngắn ngày chiếm số lượng lớn với 3.658 ha bắp; 1.010 ha rau; 2.339 ha đậu; 3.034 ha ḿ; 1.022 ha đậu phộng,...
Việc chuyển dịch cơ cấu cây trồng theo hướng xây dựng những vùng chuyên canh có giá trị cao, năng suất cao đang là chủ trương chung của huyện. Kinh tế trang trại đã và đang phát triển nhiều ở Hòa Hội, Hòa Hiệp, Bàu Lâm, Phước Thuận,...
Chăn nuôi tại Xuyên Mộc khá phát triển dựa trên diện tích đất rừng, đất vườn rộng và trù phú. Hiện đàn trâu, bò toàn huyện là hơn 7.000 con; đàn heo khoảng 32.000 con; gia cầm 240.000 con,... Huyện và tỉnh đang có kế hoạch phát triển mạnh đàn bò, heo, gà, kể cả bò sữa, trong mỗi hộ gia đình theo hướng chăn nuôi và trồng trọt nhỏ. Một số nông dân của huyện đã được đầu tư đi học các lớp khuyến nông ở nước ngoài để tích lũy thêm tay nghề, kinh nghiệm và vốn khoa học kỹ thuật.

### Ngư nghiệp
Ngư nghiệp phát triển khá mạnh với tổng số 647 ghe thuyền đánh bắt có tổng công suất 15 ngàn CV, sản lượng khai thác hàng năm 7.000 tấn hải sản các loại. Diện tích nuôi trồng thủy sản là 550 ha. Riêng diện tích nuôi tôm ở Phước Thuận đă là 200 ha. Vùng phát triển thủy sản của Xuyên Mộc tập trung ở Bến Cát, cửa sông Ray, Phước Thuận. Cảng cá Phước Thuận sẽ được đầu tư xây dựng lại và hoàn thiện khu dân cư làng cá Bến Cát để phát triển nghề đánh bật hải sản.

### Du lịch sinh thái

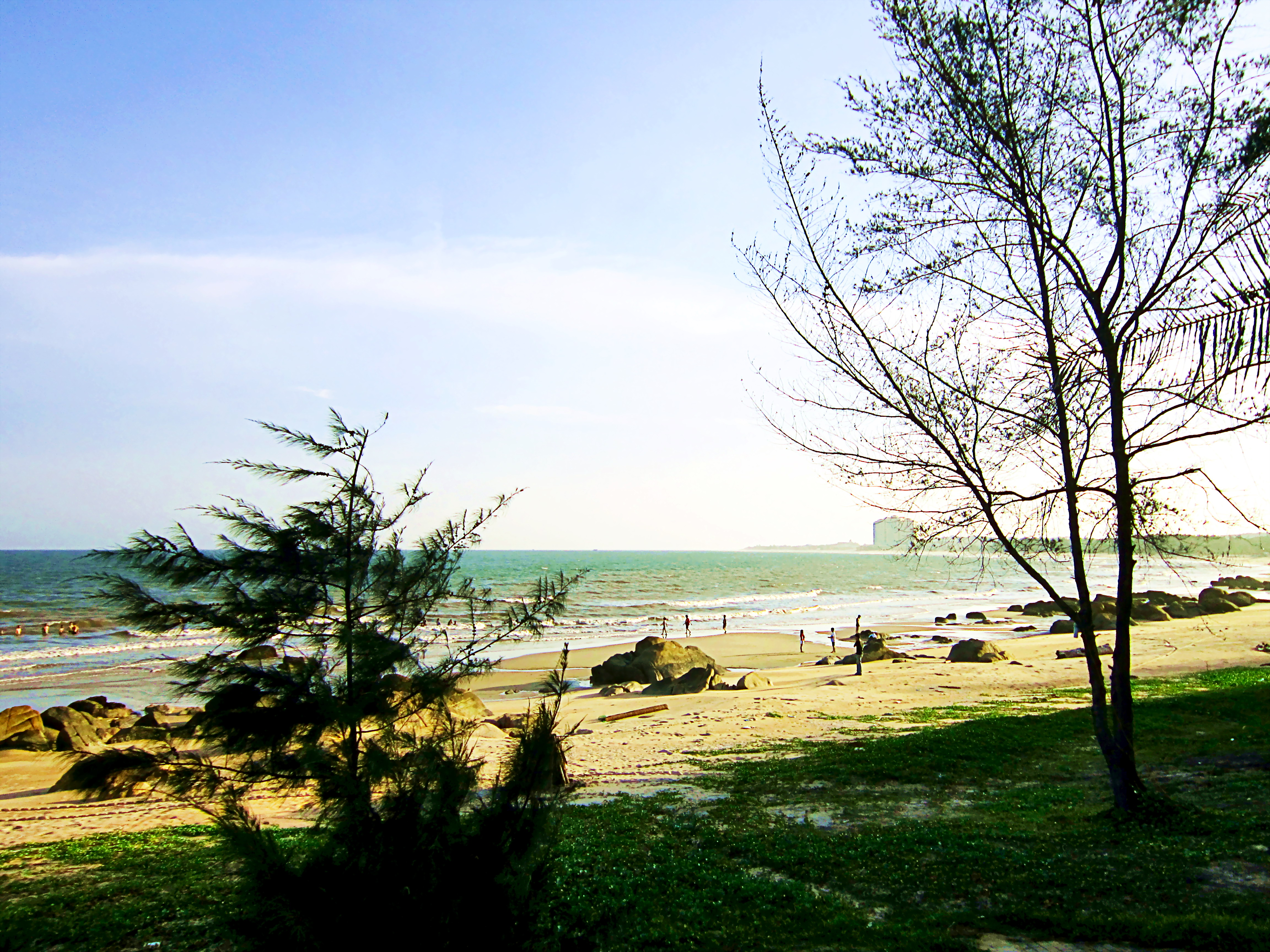
Biển Hồ Cốc, thuộc xã Bưng Riềng, huyện Xuyên Mộc

Với bờ biển dài khoảng 31 km, phần lớn là bãi cát có độ dốc thoải từ 3 – 80 Xuyên Mộc đang là vùng đất đầy tiềm năng về du lịch sinh thái. Bãi biển Hồ Tràm dài 3 km, bãi biển Hồ Cốc 5 km, tiếp giáp ngay rừng nguyên sinh quốc gia, nước trong xanh, ấm áp quanh năm, đang thu hút du khách các nơi về nghỉ dưỡng, tắm biển. Bên cạnh đó, suối nước nóng Bình Châu đã nổi tiếng cả nước từ lâu với nhiệt độ cao nhất lên đến 82°C và nhiều chất khoáng chữa bệnh đang được xây dựng lại thành một khu nghỉ dưỡng với quy mô lớn, tiện nghi nhưng gắn liền với thiên nhiên hoang dã. Đầu tư cho Xuyên Mộc nhằm khai thác các tiềm năng là một hướng mới của lănh đạo tỉnh từ năm 2002.

## Ảnh

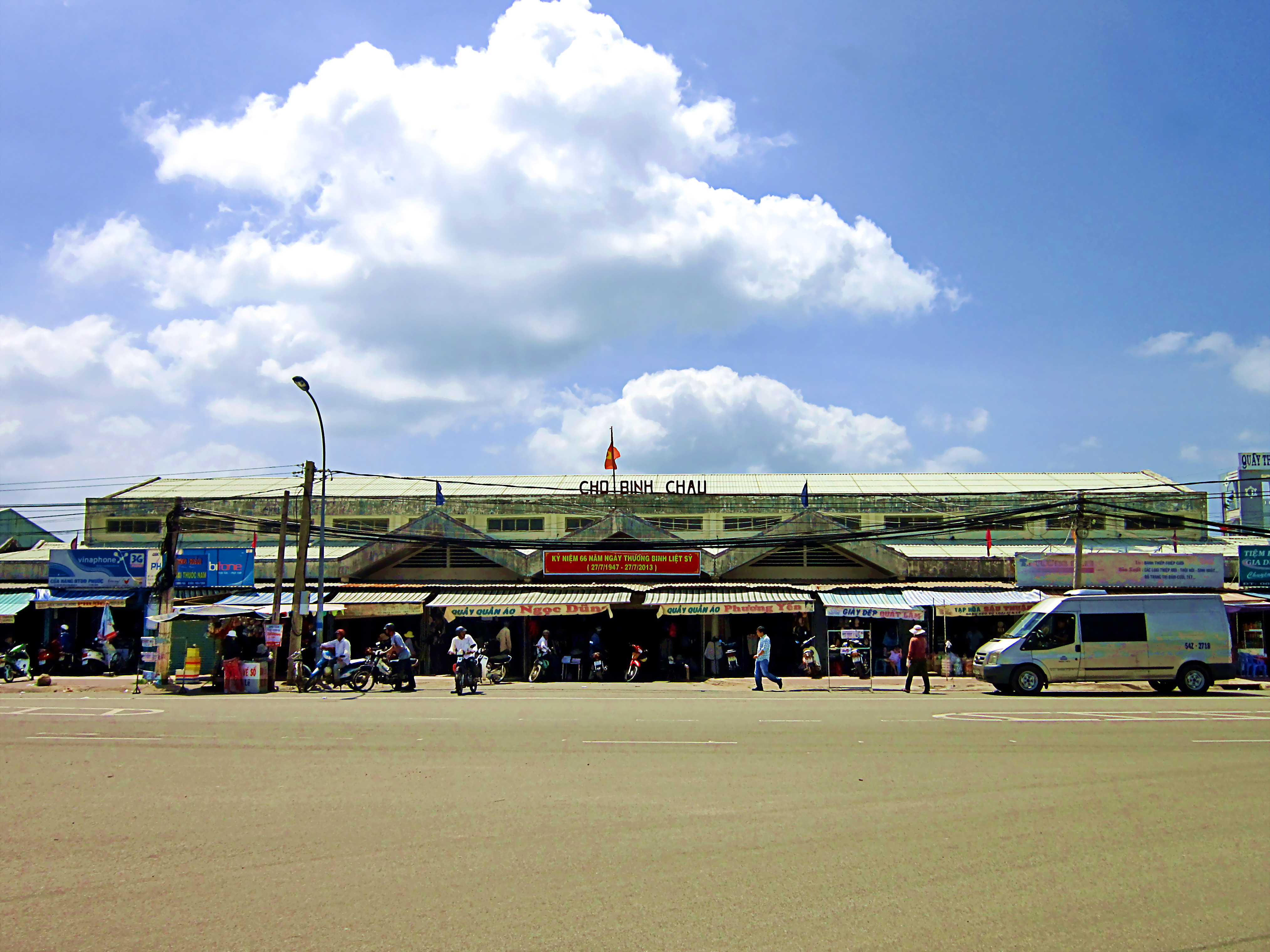
Chợ Bình Châu
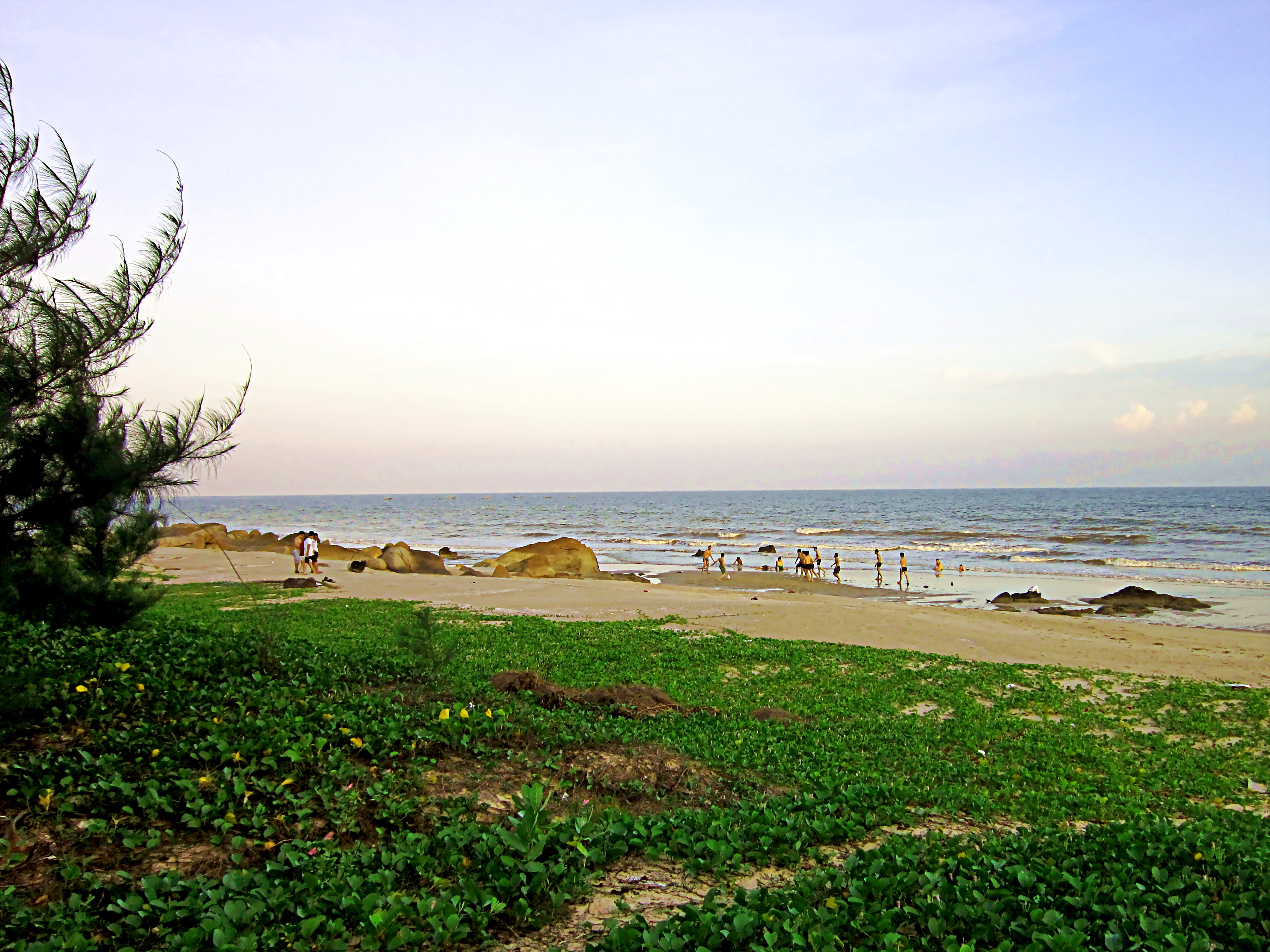
Biển ở Hồ Cốc, thuộc xã Bưng Riềng
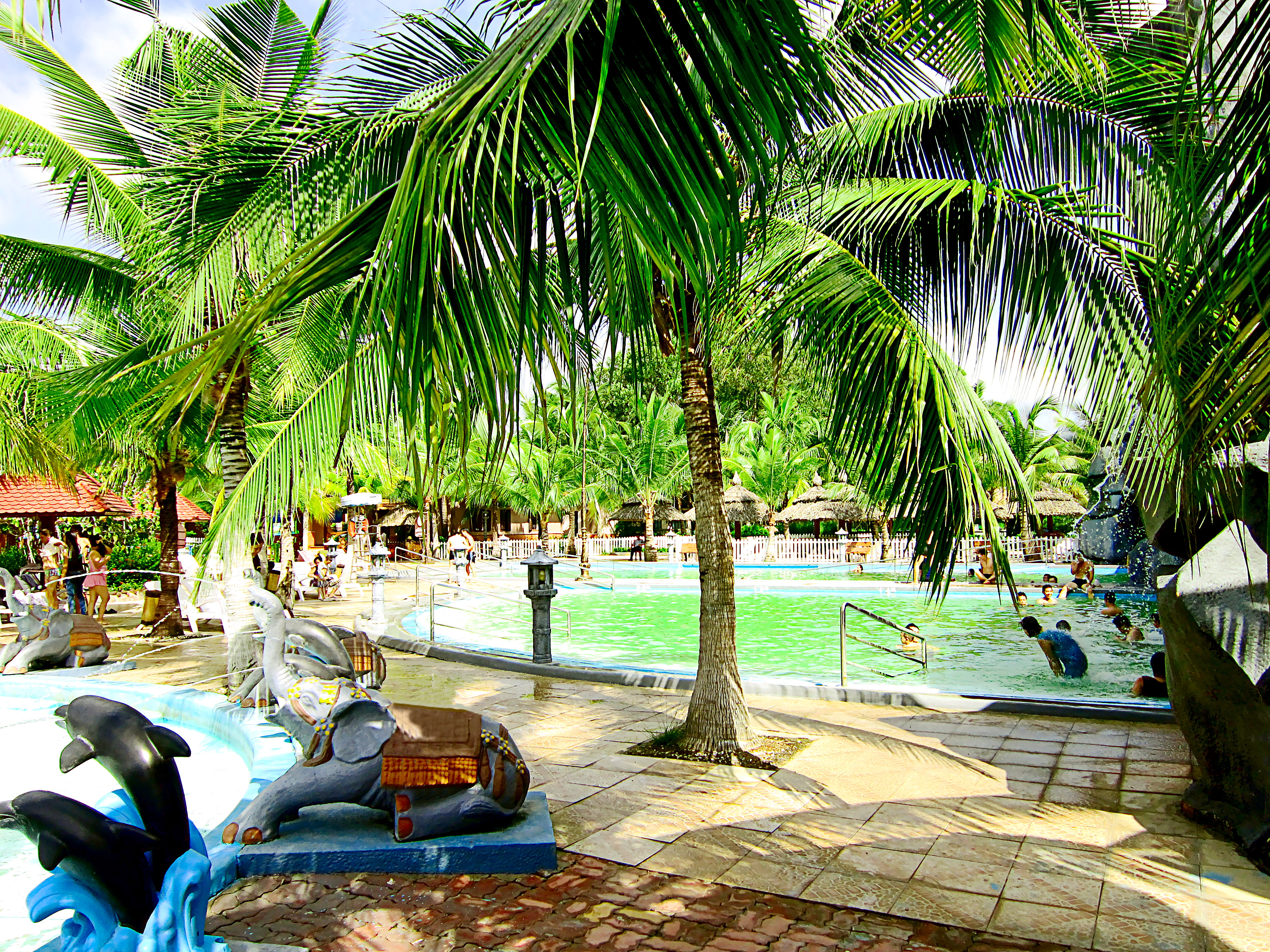
Trong khu suối khoáng nóng Bình Châu, thuộc xã Bình Châu
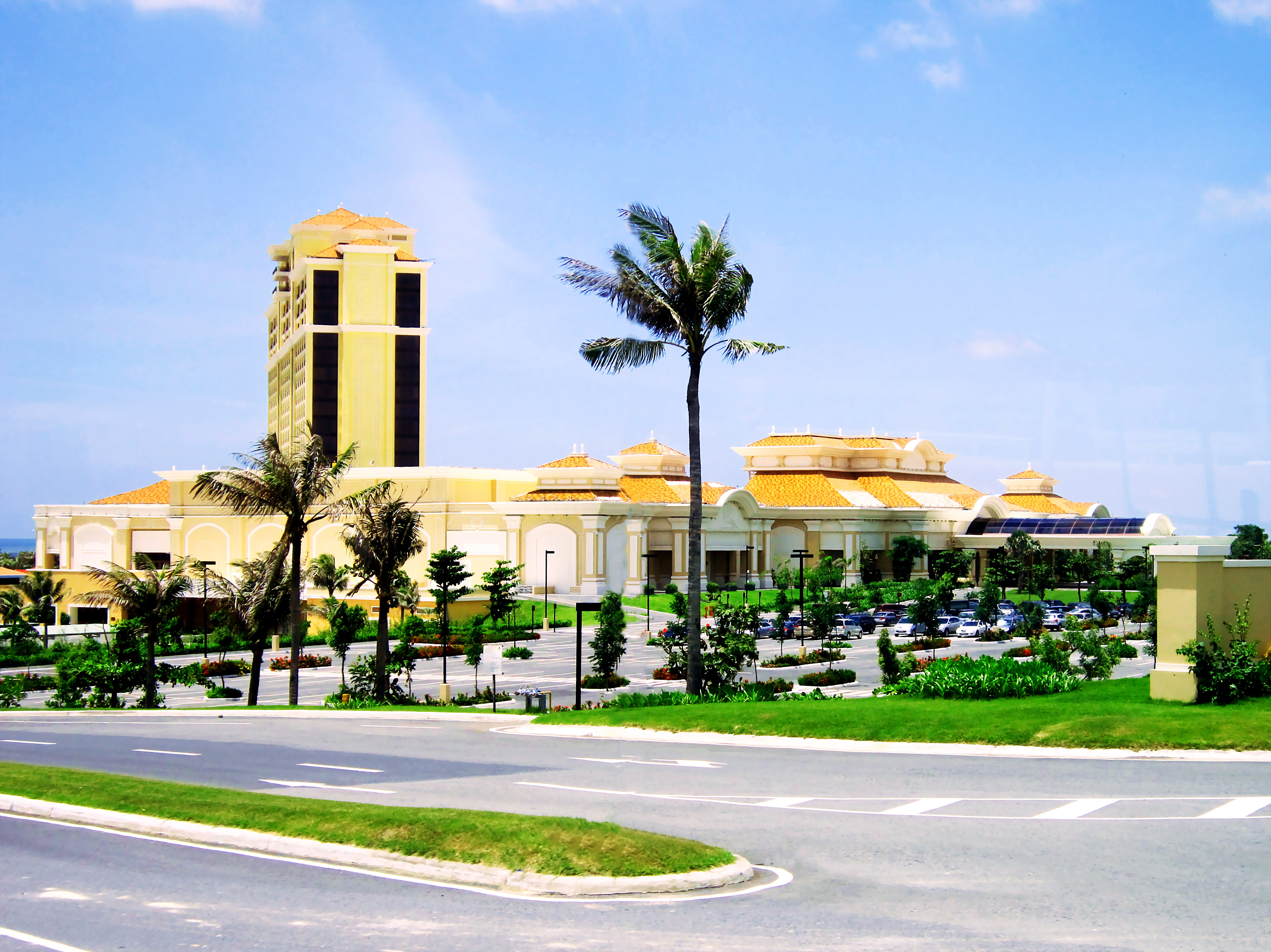
Sòng bạc MGM Grand ở Hồ Tràm, thuộc xã Phước Thuận